# Emanuele Buzzi
Emanuele Buzzi (* 27. Oktober 1994 in Innichen) ist ein italienischer Skirennläufer. Er ist vor allem in den Disziplinen Abfahrt und Super-G erfolgreich.

## Biografie
Im Alter von 15 Jahren begann Buzzi im Dezember 2009, an FIS-Rennen teilzunehmen. 2011 war er Teilnehmer des European Youth Olympic Festival in Liberec, wo er im Riesenslalom hinter Henrik Kristoffersen Zweiter wurde. Am 10. März 2011 gab Buzzi sein Debüt im Europacup im Super-G von Sella Nevea. Bei der Winter-Universiade 2013 in Passo San Pellegrino fuhr er im Super-G auf den vierten Platz. Seine beste Platzierung bei vier Teilnahmen an Juniorenweltmeisterschaften erreichte er 2014 in Jasná mit Platz 6 in der Super-Kombination. Im selben Jahr errang er den italienischen Super-G-Juniorenmeistertitel.
Am 19. Dezember 2014 debütierte Buzzi im alpinen Skiweltcup, mit Platz 50 in der Abfahrt von Gröden konnte er sich jedoch nicht in den Punkterängen platzieren. Im Europacup erzielte er am 11. Dezember 2015 erstmals eine Podestplatzierung, als er im Super-G von Sölden Dritter wurde. Am 25. Januar 2016 feierte er seinen ersten Europacup-Sieg beim Super-G auf der Reiteralm. Zwölf Tage später folgte sein zweiter Triumph in der Abfahrt von Davos. Die Europacup-Saison 2015/16 beendete er als Dritter der Gesamtwertung und Gewinner der Super-G-Wertung. Seine ersten Weltcuppunkte gewann Buzzi am 6. Februar 2016 mit Platz 25 in der Abfahrt in Jeongseon. Auch im Super-G konnte er sich mit Platz 26 in Hinterstoder am 27. Februar 2016 erstmals unter den besten 30 platzieren.
Sein bisher bestes Ergebnis ist der sechste Platz bei der Lauberhornabfahrt am 19. Januar 2019 in Wengen. Jedoch stürzte Buzzi unmittelbar nach der Ziellinie schwer und blieb verletzt liegen, eingeklemmt unter einer Bande. Bei der ärztlichen Untersuchung im Krankenhaus wurde ein Bruch des Schienbeinkopfes diagnostiziert.

## Erfolge

### Olympische Spiele
- Pyeongchang 2018: 22. Abfahrt

### Weltmeisterschaften
- St. Moritz 2017: 23. Super-G
- Cortina d’Ampezzo 2021: 13. Super-G

### Weltcup
- 4 Platzierungen unter den besten zehn

### Weltcupwertungen
| Saison  | Gesamt | Gesamt | Abfahrt | Abfahrt | Super-G | Super-G | Kombination | Kombination |
| Saison  | Platz  | Punkte | Platz   | Punkte  | Platz   | Punkte  | Platz       | Punkte      |
| ------- | ------ | ------ | ------- | ------- | ------- | ------- | ----------- | ----------- |
| 2015/16 | 136.   | 11     | 54.     | 6       | 54.     | 5       | –           | –           |
| 2016/17 | 129.   | 13     | 47.     | 9       | 52.     | 4       | –           | –           |
| 2017/18 | 69.    | 87     | 25.     | 58      | 38.     | 16      | 29.         | 13          |
| 2018/19 | 64.    | 102    | 21.     | 78      | 37.     | 24      | –           | –           |
| 2019/20 | 62.    | 131    | 33.     | 53      | 19.     | 78      | –           | –           |
| 2020/21 | 107.   | 31     | 49.     | 10      | 43.     | 21      | –           | –           |

### Europacup
- Saison 2015/16: 3. Gesamtwertung, 1. Super-G-Wertung, 2. Abfahrtswertung
- Saison 2017/18: 4. Super-G-Wertung
- 9 Podestplätze, davon 3 Siege:

| Datum           | Ort      | Land       | Disziplin |
| --------------- | -------- | ---------- | --------- |
| 14. Januar 2016 | Radstadt | Österreich | Super-G   |
| 26. Januar 2016 | Davos    | Schweiz    | Abfahrt   |
| 6. Januar 2018  | Wengen   | Schweiz    | Super-G   |

### Juniorenweltmeisterschaften
- Roccaraso 2012: 29. Abfahrt
- Québec 2013: 20. Abfahrt, 29. Riesenslalom, 32. Super-G
- Jasna 2014: 6. Super-Kombination, 11. Super-G, 21. Abfahrt
- Hafjell 2015: 7. Super-Kombination, 10. Riesenslalom, 21. Abfahrt, 22. Super-G

### Weitere Erfolge
- Winter-Universiade 2013: 4. Super-G, 6. Abfahrt, 16. Riesenslalom
- European Youth Olympic Festival 2011: 2. Riesenslalom
- 7 Siege bei FIS-Rennen
- 1 italienischer Juniorenmeistertitel (Super-G 2014)